# Jørgen Jensen (jeździec)
Jørgen Martinius Jensen (ur. 1 stycznia 1878 w Kristianii, zm. 31 marca 1970 w Drammen) – norweski jeździec sportowy.
Wystąpił na igrzyskach olimpijskich w 1912 w Sztokholmie, gdzie zajął 26. miejsce w indywidualnym konkursie skoków. Startował na koniu Jessy.
W latach 1930–1932 był przewodniczącym Norweskiego Komitetu Olimpijskiego.